# Paulina Medeiros
María Paulina Medeiros (Tacuarembó, 1905 - Montevideo, 1992), foi uma narradora, poeta, dramaturga, novelista e contista uruguaia.

## Biografia
Foi assistente social, trabalhando em bairros humildes e zonas rurais do Uruguai. Paulina Medeiros foi uma activa militante na defesa dos direitos da mulher.
Opôs-se activamente à ditadura de Gabriel Terra em Uruguai (1933-1938). Durante o seu governo, foi sequestrada e encarcerada, exilando-se depois em Buenos Aires. Foi membro de organizações de escritores, como a Associação Uruguaia de Escritores (AUDE), na qual foi secretária desde o ano 1949.
A sua primeira publicação data de 1929, participando em anos posteriores em algumas publicações literárias importantes como Alfar e Cadernos Julio Herrera e Reissig.
Assistia regularmente a tertúlias em Café Sorocabana de Montevideo, junto a outros escritores e narradores de diversos géneros como Marosa dei Giorgio, Rolando Faget, Miguel Ángel Campodónico, Wilfredo Penco, Leonardo Garet, Claudio Ross, Concepção Silva Belinzon, Ricardo Prieto e Alejandro Michelena, entre outros.

## Obras

### Poesia
- El posadero que hospedaba sueños sin cobrales nada (poemas em prosa, 1929).8
- Párpados de piedra (Tip. Parma, 1931).
- Fronda sumergida (Alfar, 1945).
- Calle de otoño (1948).

### Narrativa
- Las que llegaron después (Editorial Claridad, 1940).
- Río de lanzas (Editorial Claridad, 1946).
- Corazón de agua (Central, 1948).
- Un jardín para la muerte (Santiago Rueda Editor, Buenos Aires, 1951).
- Bosque sin dueño (Galería Libertad, Montevideo, 1959).
- Otros iracundos (Salvador Rueda Editor, Buenos Aires, 1962).
- El faetón de los Almeida (1966).
- Miedo: su servidor (Puntal, 1966 - reed. Ediciones de la Banda Oriental, 1969).1920
- Resplandor sobre el abismo (Ed. Plus Ultra, Buenos Aires, 1983)

### Teatro
- Los almácigos del diablo (1947)

### Correspondência
- Felisberto Hernández y yo (Biblioteca de Marcha, Montevideo, 1974)

## 2
1. ↑  «María Paulina Medeiros (Open Library)». Open Library (em inglês)
2. ↑  Oreggioni, Alfredo F.; Penco, Wilfredo. Obras, cenáculos, páginas literarias, revistas, períodos culturales. [S.l.: s.n.] p. 66. ISBN 9788489267053
3. ↑  Álvarez, Myriam. La mirada subversiva de Paulina Medeiros, VI Symposium Internacional de Crítica Literaria y Escritura de Mujeres de América Latina, Tomo II, Editorial Universitaria Católica de Salta, Salta, Argentina, 1998.
4. ↑  «FELISBERTO HERNÁNDEZ EN DOS MUJERES»: 83–98. ISSN 2175-7992
5. ↑  «Reseña Histórica». Asociación Uruguaya de Escritores. Consultado em 24 de setembro de 2018. Arquivado do original em 14 de julho de 2013
6. ↑  «Amanecer de un día lluvioso». La Jornada Semanal